# پیت بودجج
پیتر پل مونتگومری بودِجِج ((به انگلیسی: Peter Paul Montgomery Buttigieg) ;  ‎/ˈbuːtɪdʒɛdʒ/‎ ; BOO-tih-jej (متولد ۱۹ ژانویه ۱۹۸۲) سیاستمدار آمریکایی و شهردار سابق ساوت بند است که از سال ۲۰۲۱ تا ۲۰۲۵ به عنوان ۱۹مین وزیر ترابری ایالات متحده آمریکا فعالیت کرد. او اولین عضو آشکارا همجنسگرای کابینه است که از سنا رأی اعتماد گرفته‌است.
بودجج مأمور اطلاعاتی سابق نیروی دریایی آمریکا و همچنین ذخیره نیروی دریایی ایالات متحده است. او از سال ۲۰۰۷ تا ۲۰۱۰ در شرکت مشاوره استراتژی مدیریتی مک‌کینزی اند کامپنی مشاور بوده‌است. بودجج دانش‌آموختهٔ دانشگاه هاروارد و کالج پمبروک، آکسفورد است. او از کهنه سربازان جنگ افغانستان است.
بودجج به عنوان افسر ذخیره نیروی دریایی آمریکا، در سال ۲۰۱۴ در دوره شهرداری خود شش ماه مرخصی گرفت و به افغانستان اعزام شد. بودجج حین حضور در افغانستان به واحدی تخصیص داده شد که کارش شناسایی و اخلال در شبکه‌های مالی تروریستی بود. بخشی از این کار در پایگاه هوایی بگرام انجام می‌شد ولی او به عنوان رانندهٔ مسلح فرماندهش بیش از ۱۰۰ سفر به درون کابل انجام داد. به منظور برقراری بهتر ارتباط با افغان‌ها او قدری دری آموخت.
او حامی مراقبت سلامت همگانی، سندیکاها، بررسی پیشینه همگانی پیش از خرید سلاح، حفاظت از محیط زیست با پرداختن به تغییرات اقلیمی، تصویب قانون فدرال برای ممنوع کردن تبعیض علیه افراد ال‌جی‌بی‌تی و برنامه DACA است.
بودجج کاندیدای کسب نامزدی حزب دموکرات در انتخابات ریاست جمهوری ۲۰۲۰ ایالات متحده آمریکا بود. او نخستین کاندید همجنسگرای ریاست جمهوری در یک حزب بزرگ آمریکا بود. در ۱ مارس ۲۰۲۰، بودجج از نامزدی برای ریاست‌جمهوری کنار کشید و یک روز پس از آن، از جو بایدن اعلام حمایت کرد.

## اوایل زندگی و شغل

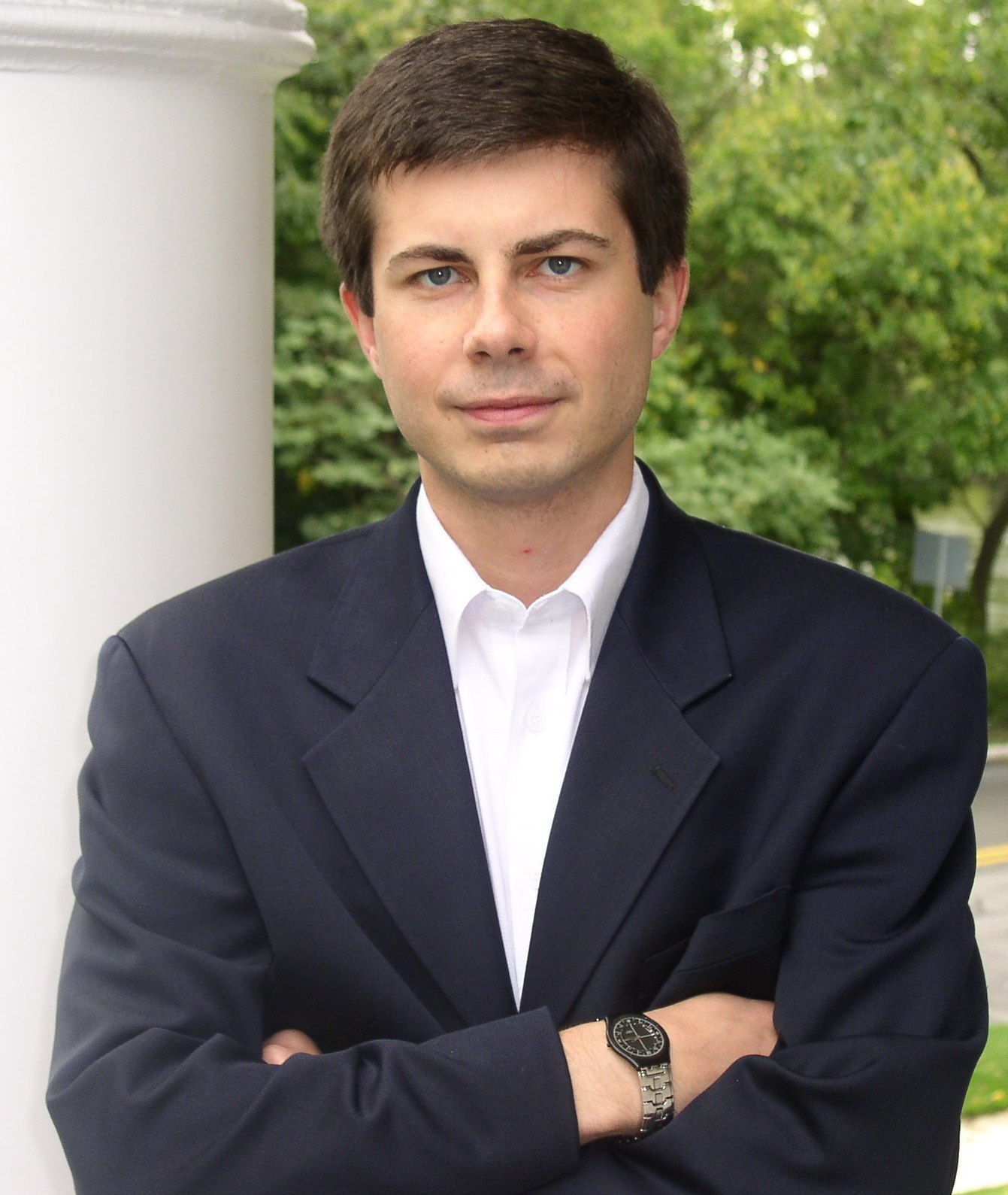
پیت بودجج هنگام جوانی

پیت بودجج، تنها فرزند جنیفر آن (مونتگومری) و جوزف آ بودجج است. مادرش از نام آن مونتگومری استفاده می‌کند. والدین او زمانی که به عنوان هیئت علمی در دانشگاه ایالتی نیومکزیکو مشغول به کار بودند، ملاقات و ازدواج کردند. پدرش در هارون، مالت به دنیا آمد و برای ادامه تحصیل در مقطع دکترا به ایالات متحده مهاجرت کرد. پدر بودجج به عنوان استاد زبان انگلیسی در دانشگاه نوتردام در نزدیکی ساوت بند، ایندیانا به کار مشغول شد. مادر بودجج نیز به مدت ۲۹ سال در دانشگاه نوتردام تدریس کرد. پدرش مترجم و ویراستار نسخه انگلیسی سه جلدی یادداشت‌های زندان فیلسوف مارکسیست، آنتونیو گرامشی بود و بر حرفه ادبیات او در کالج تأثیر گذاشت.